# Aspilatopsis fulva
Aspilatopsis fulva är en fjärilsart som beskrevs av Louis Beethoven Prout 1938. Aspilatopsis fulva ingår i släktet Aspilatopsis och familjen mätare. Inga underarter finns listade i Catalogue of Life.